# Kingdom Dragonion
Kingdom Dragonion (キングダム ドラゴニオン Kingu damu Doragonion?) es un videojuego de estrategia en tiempo real que fue publicado por Konami para sistemas iOS y Android en 28 de enero de 2015 solamente en Japón, que presente a personajes de algunas sagas representativas de la compañía, como Goemon de Ganbare Goemon, Moai de Gradius, TwinBee y GwinBee de TwinBee, Bomberman de Bomberman, además de Alucard y Simon Belmont de Castlevania.
El juego cerró los servidores en 31 de agosto del mismo año.
- Datos: Q56316282

1. ↑  «KONAMI、『キングダム ドラゴニオン』のサービスを8月31日14時をもって終了». Consultado el 16 de agosto de 2025.